# 埃拉尔科
埃拉尔科，是西班牙卡斯蒂利亚-莱昂萨拉曼卡省的一个市镇。 总面积7平方公里，总人口89人（2001年），人口密度13人/平方公里。